# Acatisto
L'acatisto (in greco antico: Ἀκάθιστος Ὕμνος?, Akáthistos Ýmnos, "l'inno non-seduto") è un inno religioso che appartiene alla tradizione liturgica della Chiesa ortodossa.

## Descrizione
Si tratta di una composizione in cui si loda un santo, un evento liturgico o una persona della Santissima Trinità. Tuttavia tale nome indica generalmente l'omonimo poema dedicato alla Vergine Maria che, nella liturgia bizantina, si canta in piedi il quinto sabato della Quaresima.